# 想象

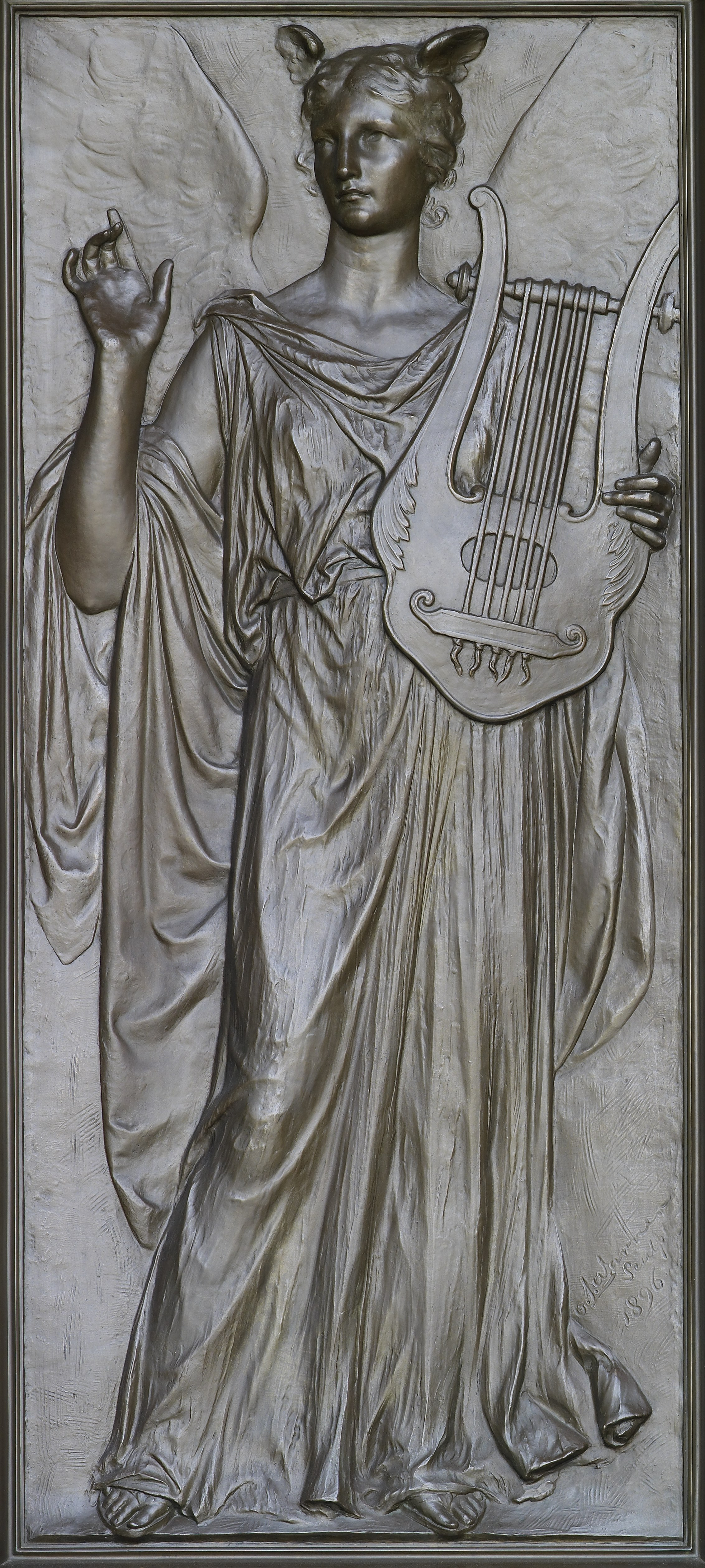
奥林·列维·华纳的作品“想象”（1896年），现存于华盛顿特区的托马斯杰斐逊国会大厦图书馆

想象，又作想像，亦称想象力，是形成意象、知觉和概念的能力，其實意象、知觉和概念不是通过视觉、听觉或者其他感官而被感知。想象是心灵的工作，有助于创造出幻想。想象有助于为经验提供意义，为知识提供理解；想象是人们为世界創造出意义的一种基本能力；想象在学习过程中也发挥关键作用。培养想象力的一种基本训练方式，是听故事；在听故事中，措辞的准确是“产生出世界”的基本因素。
想象是我们面临任何事情的力量。我们接触、看到和听到的东西，通过我们的想象，而合并为“一幅画面”。
人们一般承认：作为内在的能力，作为从感官对公共世界的感知而来的因素，在心灵里发明部分的或完整的个人领域的这么一种过程，这个术语在心理学的专业用法，意思是在心灵里恢复过程，恢复以前被呈给感知的感觉对象。因为这个术语的这种用法与其日常语言的用法矛盾，有些心理学家更喜欢把这个过程说成“造像过程”或者“意象”，或者称其为“再生”想象过程，以与“产生性的”或“建造性的”想象过程。被想象的意象是用心灵之眼（Mind's eye）看到的。
想象也可以通过童话故事或者想象之境来表达。最著名的发明或者娱乐产品是从一个人的想象性灵感创造出来的。
关于人类想象力的进化过程的一个假说是：想象力允许有意识的物种可以通过利用心智模拟来解决问题。
孩童通常被认为是想象力丰富的群体。因为他们的思维模式尚未形成，思想中的限制与规则比成人要少。故此往往有着丰富的想象力。儿童常常使用故事或者假装的游戏来操练他们的想象力。当儿童创造幻象的时候，他们是在两个层面上游戏的：第一个层面，他们利用角色扮演来演出他们以其想象力创造出来的东西；在第二个层面上，他们又以他们假装相信的情形做游戏，在行为上，他们创造出来的东西好像是真实的现实似的，而那已经存在于故事性的神话裡。
艺术家们也通常需要丰富的想象力，因为从事的是创造性的工作，想象力能够帮助他们打破既有的规则，将审美带入新格局。

## 描述
想象这个术语的普遍用法，意思是在心灵里形成以前不曾经验到的意象的那个过程，或者说，形成起码部分地是不曾经验到的，或不同的组合方式形成的意象的那个过程。一些典型的例子如下：
- 童话
- 小说
- 幻想小说和科幻小说激发的一种形式的似真，促使读者假装此类故事是真实的，手段是诉诸幻想的书或幻想的年月这样的心灵对象，这样的对象除了在幻想世界里就不存在。

这种意义上的想象（不限于以由于实际的必要性而获得的精确的知识），在某种程度上，免于客观的限制。想象你自己处在另一个人的位置上，这种能力对社会关系和社会理解是非常重要的。爱因斯坦说，“想象力……比知识更重要。知识是有限的。想象力囊括世界。”
然而，在各种领域中，连想象其实也是有限的：因此，一个人的想象确实违背基本的思想规律，或者违背实际可能性的必然原则，或者违背某种情况的理性的可能性，则被视为精神失常。
同样的限制也把想象置于科学假说这个领域。科学研究的进步，在很大程度上归于一些暂时性的解释方式；这些解释方式是靠想象建立起来的。但是，这些假说必须受到在以前得到确定了的事实的框定，必须与某一门科学的原则相协调。
想象是心灵的一种实验性的部分，在功能的基础上创造理论和观念。把对象从真正的感知那里分出来，想象运用复杂的“假如功能”来创造新观念，或者改造观念。心灵的这个部分，对于改善和提高完成新的和旧的任务的方式，是至关重要的。这些实验性的观念，可以稳当地在模拟的世界里执行；然后，如果这个观念是很可能的，其功能是真实的，那么这个观念就可以在现实里实现。想象是心灵的新发展的关键，也是与其他人共有的，也是共同进步的。
想象可以分为：
- 自动想象（来自梦境和白日梦的）
- 不自动想象（再生性想象，创造性想象，对前景的梦想）

## 心理學上的想像
Creative Thought:
An Investigation of Conceptual Structures and Processes ( Edited by Thomas B. Ward, PhD, Steven M. Smith, PhD, and Jyotsna Vaid, PhD. Copyright: 1997 
)。Ruth M.J. Byrne提议：日常的那些异于现实的反事实的想象性思想，或許其基础和理性思想的基础是同一个基础。Paul L. Harris則論年幼儿童能够介入对异于现实的想象性的情形的创造。

## 想象与感知
根据皮亚杰的研究，我们知道感知依赖于一个人的世界观。世界观是以想象为手段把感知编排在现有的意象中的结果。皮亚杰引述了一个例子：一个孩子说，她在晚上绕着村子走的时候，月亮跟着她。像这样的感知被整合进了世界观，以造成意义。对于从感知中搞出意义一事而言，想象是必要的。

## 想象与信念的比较
想象根本不同于信念，因为主体知道个人凭心灵发明的东西，不见得影响明显是公共的世界里的行动路线；而信念是一个人信以为真的那些与公共世界和私人世界相关的东西的一部分。想象的游戏，除了那些明显的限制之外（例如，要避免明显的自相矛盾），在某一时刻，受心灵的一般趋势的限制。另一方面，信念立刻与实际活动相联系：想象你自己是一个富翁，是相当可能的；但是，除非你相信你真是富翁，你就不会真有富翁那样做派。信念致力于符合主体所经历的条件，或者致力于符合那些条件的所相信的可能性。而想象是特别自由的。想象与信念之间的分界线，在技术发展的不同阶段上，是非常不同的。因此，一个来自原始文化的人，对他的病因做了一个观念上的重建，以信仰和传统为基础，而不以科学为基础，把病归咎于敌人不怀好意的魔法。出于对病理科学的无知，主体满足于这个解释，实际上相信这个解释，有时到了致死的地步，这归因于所谓“反安慰效应”。
由此而来的结论是：通过学习而能区别想象和信念，实际上依赖于宗教、传统和文化。

## 論作为现实的想象
人们所体验的世界，是对来自感官的资料的一个解释，如此一来它被感知为真实的，而与大多数思想和想象之物不同。服用致幻剂的人，据说有被强化了的想象。想象上的差异，仅仅是一个程度上的事情，而且可以被多种历史原因，就是说，被大脑的化学状况的变化、催眠或者其他意识状态的改变、沉思、多种致幻药物、直接用电刺激大脑的某些部位所改变。想象的现实和感知的现实之间的不同，可以非常难以察觉，结果导致严重的精神病状态。许多精神疾病可以归因于无能于在感官感到的世界和内在创造的世界之间做区别。有些文化和传统甚至把这个明显是公共的世界看作心灵制造的假象，如佛教所说的莫耶（幻境）；或者走到了另一个极端，把想象出来的或者梦到的境界看得和公共世界一样有效，如澳大利亚原住民根据他们的“梦世”概念，就是如此看世界的。
想象，以其免于外在的限制，可以常常变为真正快乐以及不必要的痛苦的源泉。一个想象生动的人，常常苦于想象来的危险殃及亲友，甚至殃及名人。有损害效果的恐惧也能产生于把想象的痛苦未来看得过分严重。
想象可以产生真实的疾病的某些症状。在某些病例中，那种症状似乎如此“真实”，竟然导致生理性的表现，如皮肤上出现疱疹和淤痕，好像想象以及进入了信念，或者想象的时间真的在进行似的。例如身心疾病和感应性精神病。
也有人说，人类认知的全部基于想象。就是说，凡是感知的东西，没有什么是纯粹的观察的结果，却都是感官与想象之间的一种变种。

## 論想象先于现实
两个现有的观念（正题与反题），在心灵里联合起来，此时第三个观念（合题）就形成了。在这里，观念仅仅作为想象的一个部分而存在，并且可以成为新发明或新技术的灵感。

## 備註
1. ↑  从学理上说，“想xiàng”应当作“想象”，不应作“想像”。“想xiàng”在此是动宾结构，“xiàng”是名词。根据《现代汉语词典》（第七版），作为名词，“像”是“比照人物制成的形象；比如：画像、塑像、肖像”，意域较窄，所指一般都是人的像。而“象”则是“形状、样子；比如：景象、天象、气象、印象、万象更新”，指称更广。
根据系统性原则，显然“想xiàng”之“xiàng”用指称更广的“象”更贴切。权威词典《现代汉语词典》（第七版）把“想象”“想象力”定为主目，“想像”“想像力”定为附目，是有合理性的，应当以此为准。

## 外部連結
- Imagination, Mental Imagery, Consciousness, and Cognition: Scientific, Philosophical and Historical Approaches （页面存档备份，存于）
- Two-Factor Imagination Scale Archive.today的存檔，存档日期2012-12-28 at the Open Directory Project